# Лучше звоните Солу (1-й сезон)
Первый сезон американского драматического телесериала «Лучше звоните Солу», премьера которого состоялась 8 февраля 2015 года, а завершился он 6 апреля 2015 года. Сезон состоял из десяти эпизодов, и он транслировался в США по понедельникам на канале AMC, за исключением пилотного эпизода, премьера которого состоялась в воскресенье. Сериал является спин-оффом «Во все тяжкие», и его авторами стали Винс Гиллиган и Питер Гулд, оба из которых работали над «Во все тяжкие».
Действие сезона разворачивается в 2002 году, за исключением первой сцены пилота, где Сол (под псевдонимом «Джин») работает в Cinnabon, и Боб Оденкерк вновь исполняет роль Джеймса Моргана «Джимми» Макгилла из «Во все тяжкие», который позже станет известным как Сол Гудман с четвёртого сезона. Джимми — адвокат в бедственном положении, который присматривает за своим братом Чаком, который якобы страдает электромагнитной сверхчувствительностью. Джонатан Бэнкс также вновь исполняет роль Майка Эрмантраута, бывшего сотрудника полиции Филадельфии, который работает парковщиком, а позже частным детективом и «чистильщиком».
Сериал «Лучше звоните Солу» получил широкое признание, причём большинство посчитало его достойным преемником «Во все тяжкие».

## Производство

### Разработка
К июлю 2013 года сериалу ещё не дали зелёный свет. Netflix был одним из заинтересованных дистрибьютеров, но в конечном счёте была заключена сделка между AMC и производственной компанией «Во все тяжкие» Sony Pictures Television. Гиллиган и Гулд выступили в качестве шоураннеров, а Гиллиган также снял пилотный эпизод. Бывшие сценаристы «Во все тяжкие» Томас Шнауц и Дженнифер Хатчисон присоединились к команде сценаристов, при этом Шнауц стал соисполнительным продюсером, а Хатчисон стала супервайзовым продюсером. Также к команде сценаристов присоединились Брэдли Пол и Гордон Смит, который был помощником сценариста в «Во все тяжкие».

### Кастинг
Боб Оденкерк исполняет роль адвоката/афериста Джимми Макгилла (ранее известного как Сол Гудман в «Во все тяжкие»). В январе 2014 года было объявлено, что Джонатан Бэнкс вновь исполнит роль Майка Эрмантраута из «Во все тяжкие», и что у него будет одна из главных ролей .
Дин Норрис, который играл Хэнка Шрейдера в «Во все тяжкие», объявил, что он не появится в сериале, отчасти из-за того, что он снимался в сериале CBS «Под куполом». Анна Ганн также упомянула о «разговоре» с Гиллиганом по поводу возможного гостевого появления в сериале.
Майкл Маккин получил роль старшего брата Джимми, Чака. В актёрский состав также входят Патрик Фабиан (Говард Хэмлин), Рэй Сихорн (Ким Уэкслер) и Майкл Мэндо (Начо Варга). В октябре 2014 года Керри Кондон получила роль Стейси Эрмантраут, овдовевшей невестки Майка. В ноябре 2014 года Джули Энн Эмери и Джереми Шамос получили роли Бетси и Крэйга Кеттлманов.

### Съёмки
Как и у его предшественника, действие «Лучше звоните Солу» разворачивается в Альбукерке, Нью-Мексико, там же и снимают сериал. Когда 2 июня 2014 года начались съёмки, Гиллиган выразил некоторую озабоченность по поводу возможного разочарования от того, каким может оказаться сериал, и как могут его принять зрители, учитывая, что Сол Гудман был второстепенным персонажем в «Во все тяжкие».
В первой сцене пилотного эпизода, Сол (теперь под псевдонимом Джин Такович) работает в Cinnabon в Небраске. Действие этой сцены разворачивается в Омахе, но она была снята в Альбукерке, Нью-Мексико, в торговом центре Cottonwood Mall.

## В ролях

### Основной состав
- Боб Оденкерк в роли Джимми Макгилла, адвоката в бедственном положении, который присматривает за своим братом Чаком, который якобы страдает электромагнитной сверхчувствительностью.
- Джонатан Бэнкс в роли Майка Эрмантраута, бывшего сотрудника полиции Филадельфии, который работает парковщиком, а позже частным детективом и «чистильщиком».
- Рэй Сихорн в роли Ким Уэкслер, близкого друга и любовницы Джимми, которая является адвокатом в «Хэмлин, Хэмлин и Макгилл»[18][19].
- Патрик Фабиан в роли Говарда Хэмлина, партнёра Чака в юрфирме «Хэмлин, Хэмлин и Макгилл» и соперника Джимми.
- Майкл Мэндо в роли Начо Варга, криминального партнёра Туко и члена банды Туко Саламанки.
- Майкл Маккин в роли Чака Макгилла, старшего брата Джимми, именного партнёра в «Хэмлин, Хэмлин и Макгилл», который якобы страдает электромагнитной сверхчувствительностью.

### Второстепенный состав
- Джереми Шамос в роли Крэйга Кеттлмана, окружного казначея, обвиняемого в растрате.
- Джули Энн Эмери в роли Бетси Кеттлман, жену Крэйга, также обвиняемую в растрате.
- Керри Кондон в роли Стейси Эрмантраут, овдовевшей невестки Майка и матери Кайли Эрмантраут.
- Фэйт Хили в роли Кайли Эрмантраут, внучки Майка.
- Айлин Фогарти в роли миссис Нуин, владелицы маникюрного салона, в задней комнате которого находится адвокатская контора Джимми (и его дом).
- Питер Дисет в роли Билла Оукли, заместителя окружного прокурора.
- Омид Абтахи в роли детектива Аббаси.
- Джо ДеРоса в роли доктора Кальдеры, ветеринара, который служит связным Майка Эрмантраута с преступным миром.
- Деннис Буцикарис в роли Рича Швайкарта, адвоката из «Sandpiper Crossing».
- Брэндон К. Хэмптон в роли Эрнесто, помощника Чака, который работает на HHM.
- Джош Фадем в роли Джои Диксона, кино-студента, который помогает Джимми снимать различные проекты.
- Джулиан Бонфильо в роли звукорежиссёра, кино-студента, который помогает Джимми снимать различные проекты.
- Стивен Левин и Дэниел Спенсер Левин в ролях Ларса и Кэла Линдхольмов, близнецов-скейтбордистов и мелких мошенников.
- Мел Родригес в роли Марко Пастернака, лучшего друга Джимми и партнёра по преступлению в Сисеро, Иллинойс.
- Джин Эффрон в роли Айрин Лэндри, пожилой клиентки Джимми Макгилла.

### Приглашённые звёзды
- Рэймонд Крус в роли Туко Саламанки, безжалостного, психованного распространителя наркотиков в Южной Долине, который работает с Начо Варга.
- Мириам Колон в роли бабушки Туко и матери Гектора.
- Сесар Гарсиа в роли Ноу Доза, приспешника Туко.
- Хесус Райан-мл. в роли Гонзо, приспешника Туко.
- Барри Шабака Хенли в роли детектива Сандерса, копа из Филадельфии, который раньше был партнёром Майка в полиции.
- Марк Прокш в роли Дэниела «Прайса» Вормолда, мелкого наркоторговца, который нанимает Майка в качестве телохранителя.
- Стивен Огг в роли Собчака, преступник, которого нанимает Прайс в качестве охранника вместе с Майком.
- Клеа Дюваль в роли доктора Крус, врача, которая лечит Чака и подозревает, что его состояние является психосоматическим.

## Эпизоды
| № общий | № в сезоне | Название                                    | Режиссёр        | Автор сценария             | Дата премьеры   | Зрители в США (млн) |
| --- | ---------- | ------------------------------------------- | --------------- | -------------------------- | --------------- | ------------------- |
| 1 | 1          | «Уно» «Uno»                                 | Винс Гиллиган   | Винс Гиллиган и Питер Гулд | 8 февраля 2015  | 6,88                |
| После событий «Во все тяжкие» но до гибели Уолтера Уайта Сол Гудман живёт в Омахе (штат Небраска) под именем Джин, работает управляющим в кафе-пекарне Cinnabon. В один из вечеров, дома после работы, он смотрит кассету с рекламными роликами адвоката Сола Гудмана… Действие возвращается в май 2002 года, когда Джимми Макгилл (настоящее имя Сола) работает государственным защитником в Альбукерке (Нью-Мексико). Джимми живёт и работает в заваленной комнате за вьетнамским ногтевым салоном, заботясь о своём брате Чаке. Чак верит, что страдает от электромагнитной сверхчувствительности. От имени своего брата Джимми яростно и театрально противостоит Говарду Хэмлину, партнёру фирмы «Хэмлин, Хэмлин и Макгилл» (HHM), требуя обналичить долю своего брата в 17 млн долларов. Джимми устраивает встречу с Кэттлманами — семьёй государственного служащего, которого обвиняют в растрате 1,6 млн долларов. Но Кэттлманы решают идти под защиту адвокатов из HHM. Разочарованный, Джимми устраивает аферу со скейтбордистами — близнецами Ларсом и Кэлом, с тем, чтобы заполучить Кэттлманов в клиенты. Но афера не удаётся, и в итоге Джимми оказывается на мушке у Туко Саламанка. |            |                                             |                 |                            |                 |                     |
| 2 | 2          | «Михо» «Mijo»                               | Мишель Макларен | Питер Гулд                 | 9 февраля 2015  | 3,42                |
| Туко втаскивает Джимми в дом, и Джимми объясняет, что скейтбордисты были частью аферы, но они напали не на ту машину. Туко отводит Джимми в гараж, где лежат связанные близнецы. После того как их развязывают, Ларс говорит, что это всё идея Джимми, и это приводит Туко в бешенство, и вместе с дружками он отвозит всех троих в пустыню. Туко хочет знать, кто такой Джимми на самом деле, угрожая отрезать ему палец, и под давлением Джимми говорит, что он агент ФБР. Но подручный Туко — Начо — видит, что Джимми врёт, и после разговора с ним Джимми говорит, что на самом деле он просто адвокат. Джимми отпускают, но он остаётся и уговаривает не убивать близнецов, и в итоге они сходятся на том, чтобы только сломать им ноги. Джимми отвозит пострадавших близнецов в больницу, и его называют «худшим адвокатом в мире». Позже Начо приходит к Джимми в его офис во вьетнамском салоне, говорит о том, что собирается ограбить Кеттлманов, и обещает Джимми 10% за содействие. Джимми отказывается, сказав, что он адвокат, а не преступник. Начо оставляет ему свой телефон, чтобы он позвонил когда передумает. |            |                                             |                 |                            |                 |                     |
| 3 | 3          | «Начо» «Nacho»                              | Терри Макдоно   | Томас Шнауц                | 16 февраля 2015 | 3,23                |
| Флешбек: Джимми в тюрьме по нескольким обвинениям, в том числе по подозрению в сексуальном домогательстве; его навещает Чак и говорит, что готов помочь только в обмен на твёрдое обещание, что Джимми завязывает со всем, во что он втянулся. В 2002 году Джимми анонимно предупреждает Кэттлманов о том, что им угрожает опасность. Утром Джимми появляется у дома Кеттлманов и узнаёт, что они были похищены. Начо арестован: соседи увидели его в припаркованной машине. Начо обвиняет Джимми, что тот всё подстроил, и угрожает убить его, если только тот не докажет невиновность Начо. Джимми выдвигает теорию, что Кеттлманы похитили сами себя, и пытается её доказать. Полиция ему не верит, но ему поверил Майк — отставной полицейский, работающий охранником возле городского суда. По совету Майка Джимми ищет семью поблизости от дома и находит их, вместе с деньгами. |            |                                             |                 |                            |                 |                     |
| 4 | 4          | «Герой» «Hero»                              | Колин Бакси     | Дженнифер Хатчинсон        | 23 февраля 2015 | 2,87                |
| Флэшбек: Джимми вместе с другом разводят на деньги пьяного посетителя бара. В настоящем (2002 год) Джимми предлагает свои услуги Кеттлманам; они отказываются, предложив ему 30000 долларов за молчание. Джимми помогает Начо выйти из-под ареста, но Начо понял, кто предупредил Кеттлманов, и предупреждает Джимми о «последствиях». Джимми использует деньги Кеттлманов для того чтобы купить костюм в точности как у Говарда Хэмлина и размещает билборд, который копирует стиль HHM. Хэмлин добивается судебного запрета на такую рекламу. Джимми пытается использовать эпизод со снятием билборда для того чтобы выставить Хэмлина и HHM в дурном свете. Но в ходе съёмки эпизода рабочий срывается со щита, повисая на тросе, и Джимми спасает его от падения — это попадает на телевидение и в газеты. На следующее утро Джимми привозит продукты в дом Чака и забирает местную газету, чтобы Чак не увидел новость о проделке Джимми. Не обнаружив газеты, Чак с трудом выбирается наружу, чтобы взять газету у соседнего дома, и узнаёт о геройстве Джимми. |            |                                             |                 |                            |                 |                     |
| 5 | 5          | «Альпийский пастушок» «Alpine Shepherd Boy» | Николь Кассель  | Брэдли Пол                 | 2 марта 2015    | 2,71                |
| Соседка Чака становится свидетелем его похода за газетой и вызывает полицию. Чак арестован и госпитализирован. Доктор предлагает принудительное лечение Чака как умственно больного человека, но Джимми удаётся уверить её в том, что Чак вполне в здоровом уме и может лечиться дома. Доктор доказывает, что нарушение Чака чисто психосоматическое. Благодаря «геройству» Джимми находит новых клиентов, однако все они оказываются несколько странными. Одна из новых клиенток оказывается престарелой леди, составляющей завещание. Тогда друг Джимми, адвокат Ким, подсказывает ему, что, возможно, ему стоит специализироваться на пожилых клиентах. Джимми принимает её совет и начинает рекламировать себя в домах престарелых. Тем временем Майка (работающего охранником в будке на стоянке суда) посещают полицейские из Филадельфии. |            |                                             |                 |                            |                 |                     |
| 6 | 6          | «Легавые» «Five-O»                          | Адам Бернштейн  | Гордон Смит                | 9 марта 2015    | 2,57                |
| Во флешбеке Майк прибывает в Альбукерке на поезде и встречает свою сноху Стейси. Из их разговора выясняется, что сын Майка — Мэтти — который также был копом, был недавно убит. Майк находит ветеринара, связанного с криминалом, чтобы вылечить свою огнестрельную рану. Ветеринар предлагает Майку помощь в поиске работы, но Майк отклоняет предложение. В настоящем (2002 год) Майка приводят в полицейский участок и он требует Джимми в качестве адвоката. Он просит Джимми пролить кофе на одного из полицейских, с тем чтобы Майк мог украсть его блокнот. Джимми сначала отказывается, но в итоге выполняет этот трюк. Прочитав блокнот, Майк понимает, что это Стейси вызвала детективов. Он спорит с ней и доказывает, что Мэтти был единственным «незамаранным» полицейским в участке. Ещё один флешбек — вечер, возле бара Майк врезается в полицейскую машину, входит в бар. Сильно напившись, он говорит двум полицейским, Хоффману и Френски, что знает о том что они сделали. Спотыкаясь, Майк сообщает, что собирается в Альбукерке, и покидает бар. Детективы сажают Майка в свою машину, где Майк объясняет — он знает, что они убили Мэтти, из-за того что боялись, что он всё расскажет. Детективы собирались убить Майка на пустынной стоянке из его же пистолета, но оказалось, что Майк имитировал состояние опьянения, и достав второй пистолет, он убивает обоих. В 2002 году Майк объясняет Стейси, что это он «сломал» Мэтти, заставив его принять взятку, но его партнёры видели его сомнения и всё равно убили его. |            |                                             |                 |                            |                 |                     |
| 7 | 7          | «Бинго» «Bingo»                             | Лариса Кондраки | Дженнифер Хатчинсон        | 16 марта 2015   | 2,67                |
| Майк и Джимми вызваны в участок по поводу пропажи блокнота, и молодой детектив обвиняет их в краже. Джимми возвращает блокнот и уверяет, что нашёл его на парковке буквально перед встречей с детективом. На следующий день Джимми приводит Ким в свой новый офис, который собирается арендовать на деньги Кеттлманов, и предлагает ей партнёрство, но та отказывается. Вернувшись в HHM, Ким предлагает Кеттлманам лучшую из возможных сделок, по которой Крейг сядет в тюрьму на 16 месяцев (вместо 30 лет), но с одним условием: все деньги нужно будет вернуть. Бетси отказывается от сделки Ким и услуг HHM и покидает офис вместе с Крейгом. Тем временем Джимми, проводя лотерею «Бинго» в доме для престарелых, получает звонок от Кеттлманов и встречается с ними в кафе. Кеттлманы теперь хотят, чтобы Джимми защищал их интересы, но с обязательным условием, что никто не должен сесть в тюрьму. Джимми пытается вернуть их Ким, но встречает сопротивление: Бетси говорит, что для того, чтобы совершить сделку, им нужны все деньги, в том числе переданные Джимми. Тем же вечером Джимми нанимает Майка, чтобы тот украл у Кеттлманов спрятанные ими деньги, и добавляет к этим деньгам свои. На следующий день Джимми приезжает к Кеттлманам и говорит, что их денег больше нет, тем самым принуждая их к сделке, подготовленной Ким. Ужасно разочарованные, Кеттлманы соглашаются за неимением другого выхода. Позже Джимми возвращается в офис, который собирался снять, но не смог из-за сделки Ким, и выпускает своё раздражение, яростно пиная дверь. |            |                                             |                 |                            |                 |                     |
| 8 | 8          | «РИКО» «RICO»                               | Колин Бакси     | Гордон Смит                | 23 марта 2015   | 2,87                |
| Флешбек: Джимми работает разносчиком почты в HHM. Он просит Ким открыть для него письмо с результатом экзамена. Экзамен сдан, Ким целует Джима в губы. Затем Джимми показывает письмо Чаку и объясняет, что он прошёл обучение на адвоката через курс дистанционного обучения в «Университете Американского Самоа». Чак вроде бы радуется за него. Позже в почтовой комнате проходит празднование с тортом, но приходит Говард и говорит, что HHM отказывается от услуг Джимми в качестве адвоката. В 2002 году Хэмлин ведёт пресс-конференцию, в которой он освещает сделку с Кеттлманами; в это время Джимми посещает клиентов в доме престарелых «Сэндпайпер Кроссинг» (Sandpiper Crossing). В комнате своей клиентки он обнаруживает, что SC начисляет к уплате лишние деньги. Джимми приезжает в дом Чака и рассказывает ему об этой афере. Чак говорит, что нужно собрать больше информации. Джимми возвращается в SC, но его оттуда выдворяют. Тем временем Майк принимает звонок от Стейси, которая просит его посидеть с Кейли. Позже тем же вечером Джимми роется в мусоре SC в поисках документов, прошедших через шредер, и привозит целый ворох бумажных лент в дом Чака, но, устав разбирать их, быстро засыпает. Чак смог собрать часть страниц, которые доказывают вину SC. Майк проводит день с Кейли, и Стейси спрашивает его, может ли она использовать деньги, которые принял Мэтти. Майк говорит, что их можно потратить, и посещает ветеринара, чтобы найти подработку. В доме Чака Джимми устраивает встречу с адвокатами SC, где они предлагают 100 тысяч долларов отступных, но Чак говорит, что согласится только на 20 млн долларов. Позже Чак объясняет, что видит способ выиграть, чему Джимми сильно обрадован. На следующий день Джимми возвращается в дом Чака с делами клиентов и засыпает на диване. Чак выходит из дома, чтобы забрать остальные коробки, и останавливается на месте в изумлении. |            |                                             |                 |                            |                 |                     |
| 9 | 9          | «Пименто» «Pimento»                         | Томас Шнауц     | Томас Шнауц                | 30 марта 2015   | 2,38                |
| Чак и Джимми наслаждаются погодой в парке — оказалось, что Чак может проводить на улице больше времени, чем он ожидал, но через некоторое время он чувствует, что должен вернуться в дом. Майк приносит собаку в дом Стейси и Кейли (ту же, что он использовал как повод прийти к ветеринару) и получает звонок по поводу подработки. Джимми приезжает в суд, чтобы оспорить запрет на посещение SC, и полностью побеждает. Вернувшись в дом Чака, он видит множество коробок с бумагами от SC, и Чак уговаривает Джимми отдать дело HHM — оно слишком большое для двух адвокатов. Позже тем же вечером Чак выбирается из дома и кому-то звонит с мобильника Джимми. На следующий день в паркинге встречаются приглашённые на подработку — Майк, разговорчивый наёмник по имени Собчак и здоровяк. Когда появляется клиент, Майку удаётся обезвредить Собчака, а здоровяк обращается в бегство, тем самым один Майк получает работу за троих. Тем временем Чак и Джимми готовятся к визиту в HHM, подшивая «космическое одеяло» Чака в подкладку его костюма. Братья Макгилл представляют дело Говарду Хэмлину. Говард готов взять дело, но не готов взять Джимми. В чувствах Джимми отказывается отдавать дело Говарду и посылает его к чёрту. Ким спорит с Говардом по поводу этого решения, но он раскрывает ей что-то об этом деле. Майк и его клиент ожидают Начо и его дружков, чтобы обменять таблетки на деньги. Когда сделка завершена, клиент оправдывается что он «не плохой человек», но Майк возражает, что он теперь относится к криминалу и обычная мораль здесь уже не применима. Ким встречается с Джимми и пытается убедить его принять сделку Говарда и отдать дело HHM, и Джимми злится на неё. Когда он остаётся в офисе один и ставит телефон на зарядку, на него находит озарение. На следующий день он приходит в дом Чака и обвиняет его в том, что тот позвонил Говарду перед встречей в HHM, и это именно Чак не хотел, чтобы Говард нанял Джимми, ещё с тех времён, когда Джимми работал в почтовом отделе. Джимми требует объяснить — почему, и Чак объясняет — он никогда не считал Джимми настоящим адвокатом, и что Джимми ничуть не изменился со времён, когда он был «Падучим Джимми». Джимми говорит, что он теперь сам по себе, и в злости уезжает прочь. |            |                                             |                 |                            |                 |                     |
| 10 | 10         | «Марко» «Marco»                             | Питер Гулд      | Питер Гулд                 | 6 апреля 2015   | 2,53                |
| Флешбек: в городке Сисеро в баре Джимми прощается c Марко — своим другом и напарником, с которым вместе разводил простофиль. Джимми уезжает с братом Чаком в Альбукерке. В настоящем 2002 году Джимми встречается с Говардом Хэмлином, чтобы получить свои $20000 «отступных» за дело SC, а также передать список продуктов и припасов, которые нужно регулярно доставлять Чаку. После этого Джимми снова ведёт игру «Бинго» в доме престарелых, и у него случается срыв. Он всё бросает и вновь едет в Сисеро, чтобы увидеться с Марко. В баре они устраивают аферу с редкими монетами, разводя заезжего бизнесмена. Следующую неделю они проворачивают несколько удачных делишек подобного рода. Однажды утром Джимми объясняет, что теперь он адвокат и ему нужно возвращаться в Альбукерке. Марко уговаривает его провернуть ещё одно, последнее дело с поддельными часами Ролекс, но в ходе аферы у Марко случается сердечный приступ, и он умирает, перед смертью сообщая, что это была лучшая неделя в его жизни. Джимми скорбит и надевает перстень Марко. Звонит Ким и сообщает, что крупная фирма из Санта-Фе, «Дэвис и Мэйн» (Davis & Main), была впечатлена действиями Джимми по делу SC и теперь они предлагают Джимми возможность стать партнёром. Джимми возвращается в Альбукерке. Встретив Майка, он спрашивает его, почему они тогда отдали те $1,6 млн Кеттлманов, почему не оставили себе. Майк отвечает, что он просто выполнял свою работу. А Джимми говорит, что в следующий раз ничто не остановит его сделать это. |            |                                             |                 |                            |                 |                     |

## Трансляция
В декабре 2013 года Netflix объявило, что весь первый сезон будет для трансляции в США и Канаде после выхода финала первого сезона, а в Латинской Америке и Европе каждый эпизод будет доступен через несколько дней после выхода эпизода в США. В Австралии, премьера «Лучше звоните Солу» состоялась на стриминговом сервисе Stan 9 февраля 2015 года, выступая в качестве флагманском программы сервиса. В Великобритании и Ирландии, Netflix приобрело сериал 16 сентября 2013 года, и премьера первого эпизода состоялась 9 февраля 2015 года, а премьера второго эпизода состоялась следующим днём. После этого каждый последующий эпизод загружался каждую неделю.

## Реакция

### Реакция критиков
Первый сезон «Лучше звоните Солу» получил похвалу от критиков, особенно за актёрскую игру, сценарий и режиссуру, и многие критики назвали его достойным преемником «Во все тяжкие». На сайте Rotten Tomatoes у первого сезона рейтинг 97 % на основе 68 отзывов, со средним рейтингом 8,03/10. Консенсус сайта гласит: «„Лучше звоните Солу“ — причудливое, тёмное изучение персонажей, которое умудряется стоять на своём, при этом не оставаясь в тени сериала, который породил его». На сайте Metacritic первый сезон имеет рейтинг 78 из 100, на основе 43 отзывов, что указывает на «в целом благоприятные отзывы».
В своём обзоре о двухсерийной премьере, Ханк Стювер из «The Washington Post» оценил её на «B+» и написал, что сериал «соответствует тону и стилю оригинального, теперь уже классического сериала», и что он «поднимает больше вопросов за два часа, нежели чем отвечает на них». Стивен Марч из «Esquire» написал, что первые несколько эпизодов были лучше, чем у «Во все тяжкие». Кирстен Акуна из «Business Insider» объявила начальные эпизоды «всем, что вы могли бы желать от телесериала-спиноффа». Алессандра Стэнли из «The New York Times» написала: «„Лучше звоните Солу“ — лучше, чем хорошо: Он восхитителен — в жестоком, мрачно-комическом смысле, конечно». Писатель Эрик Конигсберг из «Vulture» отметил, что шоу было особенным, поскольку это был «первый спин-офф этой золотой эпохи кабельного телевидения». Брайан Таллерико из RogerEbert.com дал первому сезону положительный отзыв, сказав: «„Лучше звоните Солу“ — это не только отличное шоу в контексте программы, которое породило его, но оно будет и отличным с участием или без участия Уолтера Уайта».

### Рейтинги
Премьерный эпизод сериала, «Уно», стала крупнейшей в истории кабельного телевидения, собрав 4,4 миллиона и 4 миллиона зрителей в демографических категориях 18-49 и 25-54, соответственно, и его в целом посмотрело 6,9 миллионов зрителей.
| №  | Название              | Дата показа     | Рейтинг (18—49) | Зрителей (миллионов) | DVR (18—49) | Зрителей DVR (миллионов) | Всего (18—49) | Всего зрителей (миллионов) |
| -- | --------------------- | --------------- | --------------- | -------------------- | ----------- | ------------------------ | ------------- | -------------------------- |
| 1  | «Уно»                 | 8 февраля 2015  | 3,4             | 6,88                 | N/A         | N/A                      | N/A           | N/A                        |
| 2  | «Михо»                | 9 февраля 2015  | 1,6             | 3,42                 | N/A         | N/A                      | N/A           | N/A                        |
| 3  | «Начо»                | 16 февраля 2015 | 1,6             | 3,23                 | N/A         | N/A                      | N/A           | N/A                        |
| 4  | «Герой»               | 23 февраля 2015 | 1,4             | 2,87                 | N/A         | N/A                      | N/A           | N/A                        |
| 5  | «Альпийский пастушок» | 2 марта 2015    | 1,2             | 2,71                 | 1,4         | 2,80                     | 2,6           | 5,511                      |
| 6  | «Легавые»             | 9 марта 2015    | 1,3             | 2,57                 | N/A         | N/A                      | N/A           | N/A                        |
| 7  | «Бинго»               | 16 марта 2015   | 1,3             | 2,67                 | N/A         | N/A                      | N/A           | N/A                        |
| 8  | «РИКО»                | 23 марта 2015   | 1,3             | 2,87                 | 1,6         | 2,97                     | 2,9           | 5,84                       |
| 9  | «Пименто»             | 30 марта 2015   | 1,1             | 2,38                 | N/A         | N/A                      | N/A           | N/A                        |
| 10 | «Марко»               | 6 апреля 2015   | 1,2             | 2,53                 | 1,6         | 3,23                     | 2,8           | 5,76                       |

↑  Рейтинги Live +7 были недоступны, так что вместо них были использованы рейтинги Live +3.

### Награды
| Год  | Церемония                                           | Категория                                                           | Номинант                                                     | Результат |
| ---- | --------------------------------------------------- | ------------------------------------------------------------------- | ------------------------------------------------------------ | --------- |
| 2015 | Премия Американского института киноискусства (2015) | Телепрограмма года                                                  | «Лучше звоните Солу»                                         | Победа    |
| 2015 | 5-я церемония премии телевизионных критиков         | Лучший актёр в драматическом сериале                                | Боб Оденкерк                                                 | Победа    |
| 2015 | 5-я церемония премии телевизионных критиков         | Лучший актёр второго плана в драматическом сериале                  | Джонатан Бэнкс                                               | Победа    |
| 2015 | 31-я церемония премии TCA                           | Лучшая новая программа                                              | «Лучше звоните Солу»                                         | Победа    |
| 2015 | 31-я церемония премии TCA                           | Личные достижения в драме                                           | Боб Оденкерк                                                 | Номинация |
| 2015 | 67-я церемония премии «Эмми»                        | Лучший драматический сериал                                         | «Лучше звоните Солу»                                         | Номинация |
| 2015 | 67-я церемония премии «Эмми»                        | Лучший актёр в драматическом сериале                                | Боб Оденкерк                                                 | Номинация |
| 2015 | 67-я церемония премии «Эмми»                        | Лучший актёр второго плана в драматическом сериале                  | Джонатан Бэнкс                                               | Номинация |
| 2015 | 67-я церемония премии «Эмми»                        | Лучший сценарий драматического сериала                              | Гордон Смит («Легавые»)                                      | Номинация |
| 2015 | 67-я церемония творческой премии «Эмми»             | Лучший монтаж однокамерного драматического сериала                  | Келли Диксон («Легавые»)                                     | Номинация |
| 2015 | 67-я церемония творческой премии «Эмми»             | Лучший монтаж однокамерного драматического сериала                  | Келли Диксон и Крис Маккалеб («Марко»)                       | Номинация |
| 2015 | 67-я церемония творческой премии «Эмми»             | Лучший звук в комедийном или драматическом сериале                  | Филлип В. Палмер, Ларри Бенджамин, Кевин Валентайн («Марко») | Номинация |
| 2015 | 20-я церемония премии «Спутник»                     | Лучший драматический сериал                                         | «Лучше звоните Солу»                                         | Победа    |
| 2015 | 20-я церемония премии «Спутник»                     | Лучший актёр в драматическом сериале                                | Боб Оденкерк                                                 | Номинация |
| 2015 | 20-я церемония премии «Спутник»                     | Лучший актёр второго плана в сериале, мини-сериале или телефильме   | Джонатан Бэнкс                                               | Номинация |
| 2015 | 20-я церемония премии «Спутник»                     | Лучший актриса второго плана в сериале, мини-сериале или телефильме | Рэй Сихорн                                                   | Победа    |
| 2015 | 68-я церемония премии Гильдии сценаристов США       | Драматический сериал                                                | «Лучше звоните Солу»                                         | Номинация |
| 2015 | 68-я церемония премии Гильдии сценаристов США       | Новый сериал                                                        | «Лучше звоните Солу»                                         | Номинация |
| 2015 | 68-я церемония премии Гильдии сценаристов США       | Эпизод драматического сериала                                       | Винс Гиллиган и Питер Гулд («Уно»)                           | Победа    |
| 2015 | Премия Гильдии киноактёров США (2016)               | Лучший актёр в драматическом сериале                                | Боб Оденкерк                                                 | Номинация |
| 2015 | 73-я церемония премии «Золотой глобус»              | Лучший актёр в драматическом сериале                                | Боб Оденкерк                                                 | Номинация |